# Этиленхлоргидрин
Этиленхлоргидрин (2-хлорэтанол, в просторечии — хлоргидрин этиленгликоля) — хлорорганическое соединение с формулой HOСН2—CH2Cl. Принадлежит к бифункциональным соединениям. Широко используется в органическом синтезе. Весьма токсичен. Относится ко II классу опасности.

## История
Этиленхлоргидрин впервые был получен французским химиком А. Вюрцем в 1859 году нагреванием в запаянной трубке этиленгликоля, насыщенного хлористым водородом. Он же описал примеры, показывающие его замечательную реакционную способность.

## Физические свойства
Этиленхлоргидрин представляет собой бесцветную летучую вязкую жидкость, с приятным эфирным запахом, хорошо растворимую в воде, этаноле, диэтиловом эфире, ацетоне, 1,2-дихлорэтане и хлороформе, мало растворим в четырёххлористом углероде и углеводородах. Является прекрасным растворителем для самых различных соединений: от неорганических солей до эфиров целлюлозы. С водой этиленхлоргидрин образует азеотропную смесь (42,3% по массе этиленхлоргидрина), кипящую при 97,85 °С.
Важнейшие физические показатели
- Температура кипения: 128,7 °С,
- температура плавления:  —69 ° С
- плотность при 10° С: 1,202 г/см3, при 20° С - 1,205 г/см3
- давление паров: 11 мм рт. ст. (20° С).

## Химические свойства
Этиленхлоргидрин обладает высокой реакционной способностью, которую следует приписать главным образом подвижности его галоидного атома.
Этиленхлоргидрин вступает в реакции, характерные как для спиртов, так и для галогензамещенных углеводородов.
Реакция дегидрохлорирования
Так в присутствии щелочей раствор этиленхлоргидрина легко гидролизуется до этиленгликоля:
{\displaystyle {\mathsf {ClCH_{2}CH_{2}OH+NaOH\rightarrow HOCH_{2}CH_{2}OH+NaCl}}}
Реакция хлорирования
{\displaystyle {\mathsf {ClCH_{2}CH_{2}OH+3Cl_{2}{\xrightarrow[{}]{[t<90^{o}C]}}CCl_{3}CHO+4HCl}}}
проходит при умеренных температурах (70—90 °С) в жидкой фазе, как и в случае с этанолом образуется хлораль и хлороводород, выход хлораля заметно увеличивается в присутствии воды.
Реакция окисления
Этиленхлоргидрин хорошо окисляется сильными окислителями такими, как азотная кислота или хромовый ангидрид:
{\displaystyle {\mathsf {ClCH_{2}CH_{2}OH+3/2O_{2}{\xrightarrow[{-H_{2}O}]{CrO_{3}/HNO_{3}}}CH_{2}ClCOOH}}}
При этом образуется монохлоруксусная кислота.
Реакция гидрирования
При гидрировании этиленхлоргидрина в присутствии катализаторов (палладий на углекислом кальции, никель) или использование системы амальгама натрия + вода образуется этиловый спирт:
{\displaystyle {\mathsf {ClCH_{2}CH_{2}OH{\xrightarrow[{}]{[H_{2};kat:Pd+CaCO_{3};Na/Hg+H_{2}O]}}CH_{3}CH_{2}OH+HCl}}}
Реакция дегидратации
Кипячение этиленхлоргидрина с небольшим количеством концентрированной серной кислоты приводит к образованию бис(β-хлорэтилового) эфира:
{\displaystyle {\mathsf {2ClCH_{2}CH_{2}OH{\xrightarrow[{}]{[H_{2}SO_{4}]}}(ClCH_{2}CH_{2})_{2}O+H_{2}O}}}
Реакция гидролиза
Этиленхлоргидрин при нагревании с водой в присутствии щелочных агентов легко гидролизуется до этиленгликоля:
{\displaystyle {\mathsf {ClCH_{2}CH_{2}OH+H_{2}O{\xrightarrow[{}]{[NaHCO_{3},NaOH]}}HOCH_{2}CH_{2}OH+HCl}}}
С алкоголятами этиленхлоргидрин образует моноэфир этиленгликоля:
{\displaystyle {\mathsf {ClCH_{2}CH_{2}OH+C_{2}H_{5}ONa\rightarrow C_{2}H_{5}OCH_{2}CH_{2}OH+NaCl}}}
Реакция аминирования
При взаимодействии водного раствора аммиака с этиленхлоргидрином образуется смесь моно-, ди-, триэтаноламина:
{\displaystyle {\mathsf {ClCH_{2}CH_{2}OH+3NH_{3}\rightarrow HOCH_{2}CH_{2}NH_{2}+(HOCH_{2}CH_{2})_{2}NH+(HOCH_{2}CH_{2})_{3}N}}}
Реакция этерификации
Этиленхлоргидрин взаимодействует с карбоновыми кислотами и их хлорангидридами с образованием β-хлорэтиловых эфиров:
{\displaystyle {\mathsf {ClCH_{2}CH_{2}OH+RCOOH\rightarrow ROCOCH_{2}CH_{2}Cl}}}
Аналогично с этиленхлоргидрином взаимодействуют хлорангидриды минеральных кислот:
{\displaystyle {\mathsf {2ClCH_{2}CH_{2}OH+SO_{2}Cl_{2}\rightarrow (ClCH_{2}CH_{2}O)_{2}SO_{2}}}}
{\displaystyle {\mathsf {3ClCH_{2}CH_{2}OH+POCl_{3}\rightarrow (ClCH_{2}CH_{2}O)_{3}PO}}}
Реакция обмена
Происходит с участием солей щелочных металлов:
{\displaystyle {\mathsf {ClCH_{2}CH_{2}OH+MeX\rightarrow CH_{2}XCH_{2}OH+MeCl}}}
где Ме — Na, K, X — F, Br, CN.
При этом реакция обмена хлора на фтор и бром протекает в растворе этиленгликоля при повышенной температуре; реакция обмена атома хлора на нитрильную группу идёт в присутствии катализатора — цианистой меди (CuCN).

## Получение
В лабораториях этиленхлоргидрин получают нагреванием этиленгликоля с хлористым водородом:
{\displaystyle {\mathsf {HOCH_{2}CH_{2}OH+HCl\rightarrow ClCH_{2}CH_{2}OH+H_{2}O}}}
2-хлорэтанол может быть получен реакцией этилена с хлорноватистой кислотой в водной среде:
{\displaystyle {\mathsf {H_{2}C{\text{=}}CH_{2}+HOCl\rightarrow ClCH_{2}CH_{2}OH}}}.
Этот способ получения этиленхлоргидрина применяется в промышленности.
Взаимодействие этиленоксида с хлористым водородом приводит к образованию этиленхлоргидрина, реакция сопровождается выделением тепла:
{\displaystyle {\mathsf {C_{2}H_{4}O+HCl\rightarrow ClCH_{2}CH_{2}OH+\Delta Q}}}
Также существует способ синтеза путём кипячения этиленгликоля с однохлористой серой, последующей фильтрацией смеси и ректификацией:
{\displaystyle {\mathsf {2HOCH_{2}CH_{2}OH+2S_{2}Cl_{2}\rightarrow 2ClCH_{2}CH_{2}OH+3S+2HCl+SO2}}}

## Применение
Применяется как растворитель в органическом синтезе (растворяет ацетилцеллюлозу). Также применяется при синтезе оксирана
тиодигликоля
{\displaystyle {\mathsf {2HOCH_{2}CH_{2}Cl+Na_{2}S\rightarrow (HOCH_{2}CH_{2})_{2}S+2NaCl}}}
некоторых красителей, эпоксидных смол, пестицидов и лекарств, в том числе производных холина. Он же применяется в получении этиленгликоля и его производных, в частности динитрогликоля. Этиленхлоргидрин является также сырьём для получения иприта по реакции Мейера.
Этиленхлоргидрин является сырьём для получения этаноламинов, которые широко применяются при очистке технических газов от кислых примесей и в производстве моющих средств. Впервые промышленное применение этиленхлоргидрина было осуществлено для получения синтетического индиго.

## Токсикология и безопасность
Общий характер действия.
Сильный яд, действующий на нервную систему, обмен веществ, вызывает поражение паренхиматозных органов, раздражает слизистые оболочки, легко проникает через кожу. Особую опасность представляют пары этиленхлоргидрина.

### Токсическое действие
Известно, что смертельно вдыхание концентрации 1—1,2 мг/л. при 2-часовой экспозиции. Головокружение и рвота, через несколько часов жжение в глазах, слабость, понос, сильная жажда, боль в области сердца, смерть в первые же сутки. Описано внезапное тяжёлое отравление после длительной работы в контакте с этиленхлоргидрином. Возникли рвота, коматозное состояние, цианоз, нарушение дыхания и понижение сухожильных рефлексов. Состояние улучшилось после введения раствора глюкозы и левулёзы, гидрокортизона, бикарбоната натрия, глюконата кальция. Выздоровление через неделю.

### Действие на кожу
Обладает слабым раздражающим эффектом. Хорошо впитывается через кожу. Известны лёгкие и тяжёлые отравления человека через кожу. При попадании этиленхлоргидрина на 1/4 поверхности кожного покрова через 1 час тяжёлая рвота, чувство опьянения, через 5 часов нарушение сознания, исчезнувшее лишь после 6 суток лечения.

### Безопасность
Взрыво- и пожароопасный продукт, т. всп. 55 °С, т. воспл. (в закрытом приборе) 58,9 °С, т. самовоспл. 425 °С; КПВ 4,9-15,9% (по объёму). Предельно допустимая концентрация 1 мг/м3.
Индивидуальная защита. Меры предупреждения.

Фильтрующий противогаз марки А, в случае высоких концентраций — изолирующий шланговый противогаз с принудительной подачей свежего воздуха. Самая тщательная защита кожи — перчатки (из полиэтилена, полихлорвинила, наиритного латекса и т.п.), нарукавники, передники, защитная обувь. Обязательное мытьё после работы. Не применять этиленхлоргидрин в качестве растворителя и во всех случаях, когда не обеспечена возможность полной герметизации производственных процессов. Постоянный контроль за концентрациями этиленхлоргидрина в рабочей зоне. Медицинское наблюдение за состоянием здоровья работающих.

### Определение в воздухе
Основано на гидролизе этиленхлоргидрина до этиленгликоля и окислении последнего до формальдегида. Метод не специфичен в присутствии формальдегида, окиси этилена и этиленгликоля. Определению не мешают хлор, НСl, дихлорэтан, хлорекс. Чувствительность 0,5 мкг в анализируемом объёме.